# Strikeout

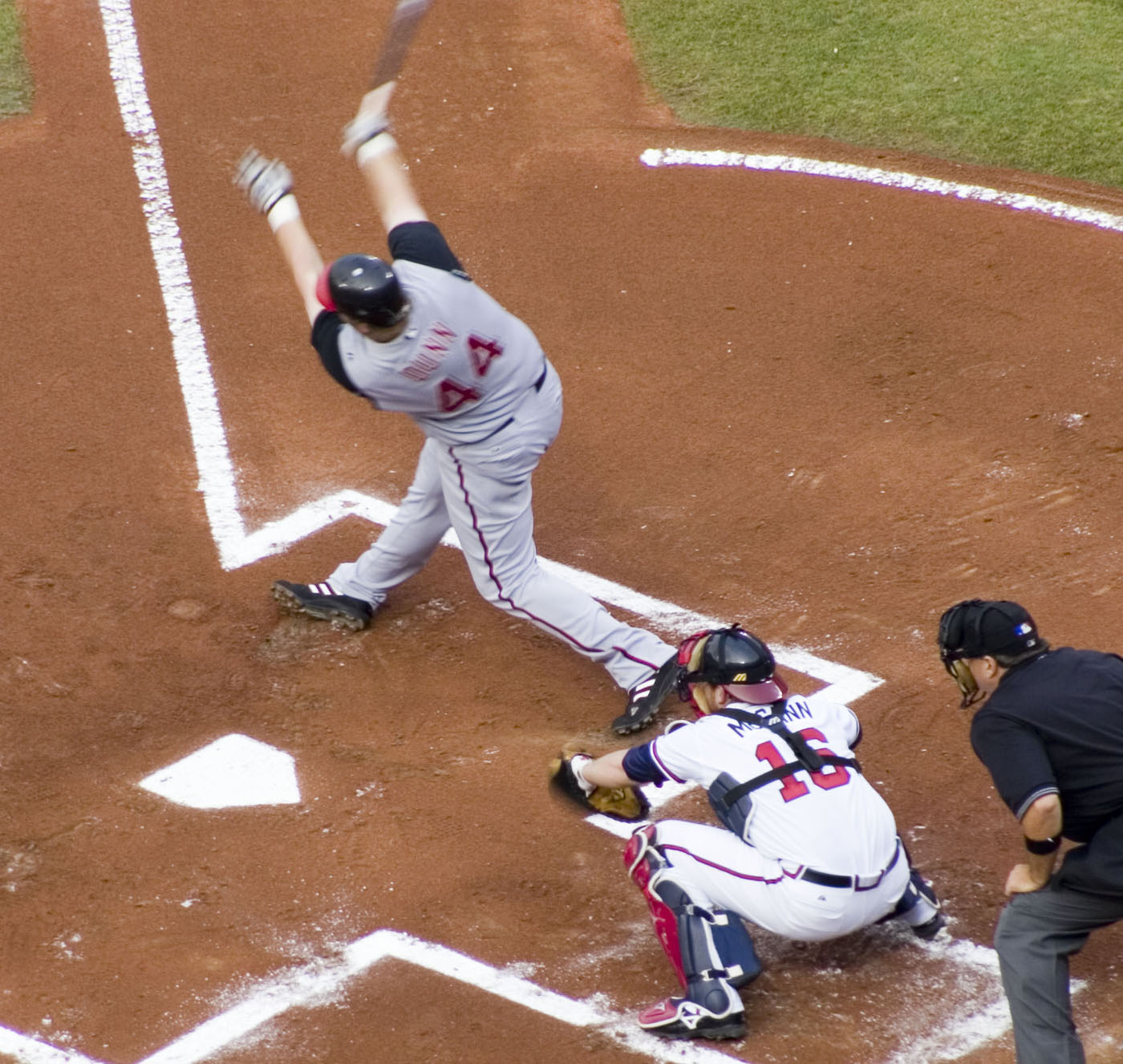
Strikeout

Nel gioco del baseball, si verifica uno strikeout (o strike out, in gergo anche semplicemente K) quando il giocatore in battuta subisce tre strike sul proprio conto, e viene quindi eliminato direttamente dal lanciatore. Un lancio viene conteggiato come strike quando termina nella zona di strike senza che il battitore riesca a colpire la palla, e comunque in qualsiasi situazione in cui il battitore giri la mazza senza colpire la palla, indipendentemente dall'altezza della stessa.
Nelle statistiche viene abbreviato in SO.

## Le regole
La zona di strike viene delimitata per regolamento, ed è stata modificata nel corso degli anni, anche per adattarsi ai nuovi materiali e alla preparazione atletica dei giocatori. L'ultima modifica, del 1996, ha individuato la zona di strike in un rettangolo immaginario, la cui base è determinata dalla larghezza del piatto di "casa base" (17 pollici, circa 43 centimetri), e la cui altezza va da un limite superiore, individuato da una linea orizzontale posizionata a metà tra le spalle del battitore e la parte superiore dei pantaloni della sua divisa, a un limite inferiore, sotto la rotula del giocatore. Tale zona cambia a seconda della posizione che assume il battitore (stance).

### Attribuzione dello strikeout
A un lanciatore viene sempre attribuito uno strikeout quando realizza tre strike contro un battitore. Tuttavia, il battitore viene eliminato dopo uno strikeout solo se si verifica una delle seguenti condizioni:
- il terzo strike viene preso al volo dal ricevitore;
- anche se la palla non è presa al volo, c'è un giocatore in prima base e meno di due eliminati nel corso dell'inning.

Se il terzo strike non è preso al volo e ci sono già due battitori eliminati, o meno di due ma la prima base è comunque libera da giocatori, il battitore, sebbene già soggetto a strikeout, può comunque correre verso la prima base e salvarsi.
Se la difesa non riesce ad eliminarlo con un passaggio verso la base o per toccata, il battitore rimane in gioco. Questa regola ha fatto sì che nel corso degli anni alcuni lanciatori abbiano ottenuto quattro strikeout in un solo inning. Nella storia del baseball americano, tale situazione è occorsa per 100 volte, l'ultima il 15 agosto 2022, ad opera di Chris Martin dei Los Angeles Dodgers.
Il battitore viene eliminato per strikeout anche quando, con due strike sul suo conto, tenta un bunt di sacrificio che termina in foul.